# Julius Buths
Julius Buths (* 7. Mai 1851 in Wiesbaden; † 12. März 1920 in Düsseldorf) war ein deutscher Pianist, Komponist und Dirigent sowie städtischer Musikdirektor in Düsseldorf.

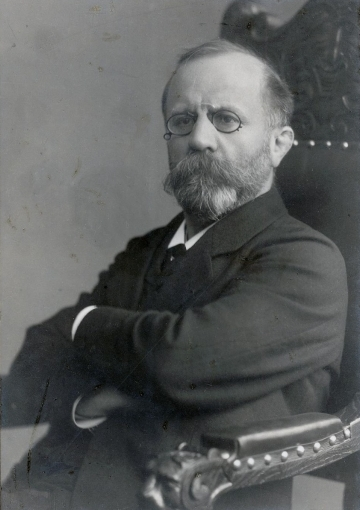
Foto des Ateliers Benque & Kindermann

## Leben und Wirken
Julius Buths erhielt ersten Klavierunterricht zunächst von seinem Vater Carl Buths, einem  Kammermusiker, sowie von Kapellmeister Wilhelm Freudenberg und hatte bereits während seiner Gymnasialzeit erste öffentliche Auftritte. Nach dem Abitur studierte er am Kölner Konservatorium bei Ferdinand von Hiller und Friedrich Gernsheim. Danach übernahm er zunächst die Leitung des Cäcilienvereins in Wiesbaden, bevor er zur Fortführung seines Studiums nach Berlin zu Friedrich Kiel zog. Anschließend trat er im Jahr 1873 als Stipendiat der Giacomo-Meyerbeer-Stiftung eine Studienreise durch Italien an, die ihm an den verschiedenen Konzerthäusern große Erfolge bescherte. Allerdings erkrankte er im Verlauf dieser Konzertreise und musste sich in Davos zu einer Kur begeben.
Nach seiner Genesung trat er zunächst eine kurze Zeit in Paris in Erscheinung, siedelte aber recht bald nach Breslau über, wo er das dortige Orchester leitete und einen Gesangsverein gründete. Im Jahr 1879 folgte er einen Ruf nach Elberfeld, wo er auf Empfehlung von Johannes Brahms die Nachfolge von Hermann Schornstein, dem Sohn des Mitbegründers der Niederrheinischen Musikfeste Johannes Schornstein, als Leiter mehrerer bedeutender musikalischer Vereinigungen antrat. Hier gelang ihm in den folgenden Jahren trotz eines relativ kleinen zur Verfügung stehenden Budgets eine überzeugende und erfolgreiche Arbeit. Dies führte im Jahre 1890 dazu, dass die Stadt Düsseldorf ihm die Stelle des städtischen Musikdirektors als Nachfolger von Julius Tausch anbot. Buths nahm das Angebot an und wurde fünf Jahre später zum Königlichen Professor befördert. Darüber hinaus wurde er 1902 noch zum ersten Direktor des von ihm zusammen mit Otto Neitzel gegründeten privaten „Buths-Neitzel-Konservatoriums“ ernannt, welche später im Jahre 1935 auf Initiative des Musikdirektors Hugo Balzer mit zwei anderen Musikinstituten zu der heutigen Robert Schumann Hochschule Düsseldorf fusionierten. Zusätzlich übernahm er noch die Leitung des Lehrergesangsvereins und machte sich ferner durch die Einrichtung regelmäßiger Kammermusikabende verdient, bei denen er gemeinsam mit seinen Freunden Max Reger und Joseph Joachim als Pianist meist auch selbst mitwirkte.
Zum Jahreswechsel 1907/08 beschloss Buths seine Tätigkeit als Musikdirektor trotz größter Erfolge und unumstrittener Beliebtheit niederzulegen und lediglich die Leitung des Lehrergesangsverein und des Konservatoriums beizubehalten. Dies führte im Frühjahr 1908 dazu, dass mangels eines kurzfristigen und kompetenten Ersatzes für die Festspielleitung das in jenem Jahr turnusgemäß in Düsseldorf stattfindende Niederrheinische Musikfest ausfallen musste. Julius Buths zog sich nun in den folgenden Jahren allmählich aus dem aktiven Musikleben zurück und verstarb schließlich am 12. März 1920. Eine seiner beiden Töchter, Else König-Buths, wurde eine erfolgreiche und ebenfalls in Düsseldorf tätige Cembalistin. Ihm zu Ehren benannte man in Düsseldorf eine kleine Straße zum „Julius-Buths-Weg“.
Während seiner gesamten Zeit in Düsseldorf studierte Julius Buths mit seinem Orchester  zahlreiche Ur- und Erstaufführungen ein. So kam es unter seiner Leitung unter anderem zu Düsseldorfer Erstaufführungen der Neuauflage der H-Moll-Messe von Johann Sebastian Bach und von „La damnation de Faust“ von Hector Berlioz sowie der deutschen Erstaufführungen der Oratorien „The Dream of Gerontius“ und „The Apostles“ von Edward Elgar sowie dem Requiem op. 63 von Charles Villiers Stanford, alle jeweils von ihm selbst ins Deutsche übersetzt. Ferner leitete er die Erstaufführungen der „Messa da Requiem“ von Giuseppe Verdi, der „Grand Messe Des Mortes“ von Berlioz sowie die Uraufführungen seines Oratorium „Rinaldo“, des „Te deum“ von Franz Wüllner, des Chorwerkes „Athenischer Frühlingsreigen“ von Joseph Frischen und der Ballade „Vom Pagen und der Königstochter“ von  Fritz Vollbach. Neben den jeweiligen jährlichen Konzertplänen war Julius Buths insgesamt sechsmal Festspielleiter des Niederrheinischen Musikfestes, teilweise zusammen mit Hans Richter oder Richard Strauss und sorgte auch hier für eine ausgewogene Zusammenstellung traditioneller klassischer Musik zusammen mit aktuellen und modernen Kompositionen der aufkommenden Zeitgenössischen Musik von teilweise noch nicht so bekannten Komponisten.

## Werke (Auswahl)
- Rinaldo op. 10, Kantate nach Texten von Goethe für Soli, Männerchor und Orchester
- Konzert für Klavier und Orchester d-moll
- Festmotette für gemischten Chor und Orchester
- Festzug und Huldigungsfeier römischer Jünglinge und Jungfrauen am Altare der Ceres für Chor und Orchester, nach einem Festspiel von August Schlüter (Uraufführung am 15. November 1905 in der Städtischen Tonhalle Düsseldorf)[1]
- Streichquartett d-moll
- Klavierquintett D-Dur
- Madrigal für neunstimmigen A-cappella-Chor nach Goethes Scharade „Herzlieb“
- sechs Präludien für Klavier